# 1493
| [ Edytuj tabelę ]                          | |
| Król Polski                                | - 1492 Jan I Olbracht 1501 |
| Współksiążęta Andory                       | - 1472 Pere de Cardona 1512 - 1483 Katarzyna z Nawarry 1512 - 1484 Jan III 1516 |
| Król Anglii                                | - 1485 Henryk VII 1509 |
| Król Aragonii i Walencji, hrabia Barcelony | - 1479 Ferdynand Aragoński 1516 |
| Władca Azteków                             | - 1486 Ahuitzotl 1502 |
| Elektor Brandenburgii                      | - 1486 Jan Cicero 1499 |
| Książę Bawarii-Landshut                    | - 1479 Jerzy Bogaty 1503 |
| Książę Bawarii-Monachium                   | - 1460 Zygmunt 1501 - 1465 Albert IV Mądry 1503 |
| Sułtan Brunei                              | - 1473 Bolkiah 1521 |
| Cesarz Chin                                | - 1487 Hongzhi 1505 |
| Król Czech                                 | - 1490 Władysław II Jagiellończyk 1516 |
| Król Danii                                 | - 1481 Jan Oldenburg 1513 |
| Dalajlama                                  | - 1475 Gendun Gjaco 1541 |
| Władca Egiptu                              | - 1468 Ka'itbaj 1496 |
| Cesarz Etiopii                             | - 1478 Yskyndyr 1494 |
| Król Francji                               | - 1483 Karol VIII 1498 |
| Hrabia Holandii                            | - 1482 Maksymilian I Habsburg 1494 |
| Władca Inków                               | - 1471 Tupac Yupanqui 1493 - 1493 Huayna Capac 1527 |
| Lord Irlandii                              | - 1485 Henryk VII Tudor 1509 |
| Cesarz Japonii                             | - 1464 Go-Tsuchimikado 1500 |
| Kalif                                      | - 1479 Al-Mutawakkil II 1497 |
| Król Kastylii i Leónu                      | - 1474 Izabela I Katolicka 1504 |
| Patriarcha Konstantynopola                 | - 1491 Maksym IV 1497 |
| Władca Korei                               | - 1469 Sŏngjong 1494 |
| Wielki książę litewski                     | - 1492 Aleksander Jagiellończyk 1506 |
| Cesarz Majapahitu                          | - 1474 Girindrawardhana 1498 |
| Sułtan Maroka                              | - 1472 Muhammad asz-Szajch al-Mahdi 1505 |
| Książę Mediolanu                           | - 1476 Gian Galeazzo 1494 |
| Senior Monako                              | - 1458 Lambert Grimaldi 1494 |
| Wielki książę moskiewski                   | - 1462 Iwan III Srogi 1505 |
| Król Nawarry                               | - 1484 Katarzyna z Nawarry i Jan d’Albret 1516 |
| Król Norwegii                              | - 1483 Jan Oldenburg 1513 |
| Sułtan Omanu                               | - 1490 Umar asz-Szarif 1500 |
| Elektor Palatynatu                         | - 1476 Filip Wittelsbach 1508 |
| Papież                                     | - 1492 Aleksander VI 1503 |
| Król Portugalii                            | - 1481 Jan II 1495 |
| Cesarz Rzymski (niemiecki)                 | - 1440 Fryderyk III Habsburg 1493 - 1493 Maksymilian I Habsburg 1519 |
| Kapitanowie Regenci San Marino             | - 1492 Cristoforo di Cecco di Vita Bonifazio di Andrea 1493 - 1493 Evangelista di Girolamo Belluzzi Valente di Paolo 1493 - 1493 Menetto di Menetto Bonelli Francesco di Antonio di Anastasio 1494 |
| Elektor Saksonii                           | - 1486 Fryderyk I Mądry 1525 |
| Król Szkocji                               | - 1488 Jakub IV 1513 |
| Król Szwecji                               | - 1471 Sten Sture Starszy 1497 |
| Król Tajlandii                             | - 1491 Ramathibodi II 1529 |
| Sułtan Turków                              | - 1481 Bajazyd II 1512 |
| Doża Wenecji                               | - 1486 Agostin Barbarigo 1501 |
| Król Węgier                                | - 1490 Władysław II 1516 |
| Cesarz Wietnamu                            | - 1460 Lê Thánh Tông 1497 |
| Wielki mistrz zakonu krzyżackiego          | - 1489 Jan von Tieffen 1497 |

Rok 1493 / MCDXCIII
stulecia: XIV wiek ~
XV wiek ~
XVI wiek

lata: 1483 «
1488 «
1489 «
1490 «
1491 «
1492 «
1493
» 1494
» 1495
» 1496
» 1497
» 1498
» 1503

## Wydarzenia w Polsce
- Styczeń – Iwan III po raz pierwszy użył w korespondencji do Aleksandra Jagiellończyka określenia „gosudar wszystkiej Rusi”[1].
- 18 stycznia – w Piotrkowie po raz pierwszy obradował dwuizbowy sejm walny. Szlachta utworzyła Izbę Poselską. Zasiadali w niej posłowie wybierani przez sejmiki.
- 29 maja – wielki mistrz krzyżacki Johann von Tieffen złożył w Poznaniu hołd lenny królowi Janowi I Olbrachtowi.
- 2 października – biskup krakowski Fryderyk Jagiellończyk został nominowany na arcybiskupa gnieźnieńskiego i prymasa Polski.

- Wojska moskiewskie zdobyły Wiaźmę.
- Ustalono główszczyznę za zabicie szlachcica w wysokości 120 grzywien.
- Król Jan Olbracht potwierdził prawa miejskie Krakowa.

## Wydarzenia na świecie
- 9 stycznia – w dzienniku okrętowym pierwszej wyprawy Krzysztofa Kolumba odnotowano dostrzeżenie trzech syren wyskakujących z fal morskich – nie były one według zawartego w nim opisu tak piękne, jak je przedstawiano na obrazach, bo ich twarze miały męskie rysy; członkowie wyprawy, jako pierwsi Europejczycy, ujrzeli wtedy prawdopodobnie manaty, biorąc je za legendarne stworzenia.
- 19 stycznia – król Francji Karol VIII zawarł traktat w Barcelonie z Hiszpanią, oddając jej hrabstwa Roussillon i Cerdagne.
- 15 marca – Krzysztof Kolumb wpłynął do portu Palos, kończąc pierwszą wyprawę do Nowego Świata.
- 3 kwietnia – Krzysztof Kolumb przybył w triumfalnym pochodzie na dwór królewski w Barcelonie, aby złożyć sprawozdanie ze swej pierwszej wyprawy do Nowego Świata parze królewskiej Ferdynandowi II i Izabeli I.
- 4 maja – papież Aleksander VI wydał bullę Inter caetera diviniae o podziale kolonii pomiędzy Hiszpanią a Portugalią.
- 23 maja – król Niemiec i arcyksiążę Austrii Maksymilian I Habsburg i król Francji Karol VIII Walezjusz zawarli traktat w Senlis.
- 9 września – zwycięstwo Turków nad Chorwatami w bitwie na Krbavskim Polu.
- 25 września – Krzysztof Kolumb wyruszył z Kadyksu w drugą wyprawę przez Ocean Atlantycki.
- 3 listopada – odkrycie Dominiki przez Krzysztofa Kolumba.
- 11 listopada – Krzysztof Kolumb odkrył karaibską wyspę Saint Martin.
- 13 listopada – Krzysztof Kolumb odkrył wyspę Sabę.
- 14 listopada – Krzysztof Kolumb wylądował na Saint Croix w archipelagu Wysp Dziewiczych.
- 19 listopada – Krzysztof Kolumb wylądował na Portoryko (początkowo nazwane San Juan Bautista).
- 23 grudnia – w Norymberdze została wydana niemiecka wersja Kroniki Świata Hartmanna Schedela.
- Wielkie Księstwo Moskiewskie zajęło Wiaźmę, należącą dotychczas do Wielkiego Księstwa Litewskiego.
- Rada miasta Zurychu uchwaliła dekret „Przeciw nierządnemu gromadzeniu się w żeńskich klasztorach".

## Urodzili się
- 6 stycznia – Olaus Petri, szwedzki reformator religijny, pisarz i polityk (zm. 1552)
- 11 kwietnia – Jerzy I, książę zachodniopomorski (zm. 1531)
- 11 listopada lub 17 grudnia – Paracelsus, lekarz i przyrodnik, zwany ojcem medycyny nowożytnej (zm. 1541)
- 25 listopada – Hosanna z Kotoru, serbsko-chorwacka tercjarka dominikańska, mistyczka, błogosławiona katolicka (zm. 1565)

- Giovanni Maria Padovano, włoski rzeźbiarz działający w Krakowie (zm. 1574)

## Zmarli
- 2 lutego – Zbigniew Oleśnicki, prymas Polski, podkanclerzy koronny (ur. 1430)
- 22 lipca – Augustyn Fangi z Biella, włoski dominikanin, błogosławiony katolicki (ur. 1430)
- 19 sierpnia – Fryderyk III Habsburg, cesarz rzymsko-niemiecki (ur. 1415)
- 9 października – Jan Stanko, lekarz, przyrodnik (ur. ok. 1430)
- Marcin Bylica, polski astronom i astrolog (ur. 1433)